# Miah Madden
Miah Madden, née le 9 avril 2001, est une actrice australienne.

## Biographie
Miah Madden est originaire de Rose Bay, une banlieue à l'est de Sydney. Elle est la fille de Lee Madden (d'origine aborigène d'Australie) et de Belinda Kirkpatrick. Son père est décédé dans un accident de voiture en 2003 alors que Miah avait deux ans et que sa mère était enceinte de sa sœur Ruby. Elle a 3 demi soeur plus âgées dont l'actrice Madeleine Madden et une sœur plus jeune, Ruby Madden. Elle a fréquenté l'école St Catherine, Waverley.

## Filmographie

### Cinéma
- 2012 : Les Saphirs : Julie (jeune)
- 2013 : The Darkside
- 2017 : Australia Day : April Tucker

### Télévision
- 2013 : Redfern Now : Mattie (jeune)
- 2014 : The Moodys : Billy
- 2014 : The Gods of Wheat Street : Athena Freeburn (6 épisodes)
- 2016 : Hyde & Seek : Alicia
- 2019 : Mustangs FC : Jas (11 épisodes)
- 2019 : Les Anonymes : Kymara (15 épisodes)
- 2020-2021 : The Gamers 2037 : Kite (26 épisodes)
- 2021 : Le Club de plongée : Maddie (12 épisodes)[4]
- 2021 : Le Bureau des affaires magiques : Tayla Devlin (18 épisodes)